# Аднан Абу Валід аль-Сахраві
Лехбіб Ульд Алі Ульд Саїд Ульд Юмані, відомий як Аднан Абу Валід аль-Сахраві (16 лютого 1973 — 17 серпня 2021) — сахравський ісламський терорист і лідер Ісламської держави у Великій Сахарі.

## Біографія
Аль-Сахраві народився в Ель-Аюні в Західній Сахарі, у багатій родині торгівців, яка втекла з міста в табори біженців в Алжирі. Він приєднався до фронту Полісаріо і пройшов військову підготовку, але демобілізувався на тлі обіцянок ООН про референдум щодо статусу Західної Сахари.
Вивчав соціальні науки в Університеті Константіни, який закінчив у 1997 році. Через рік він приєднався до Сахравського союзу молоді.
Приблизно в листопаді 2010 року він залишив Тіндуф в Алжирі і переїхав в північну частину Малі, де приєднався до Катіба Таріка ібн Зайда, підрозділу Аль-Каїди в Ісламському Магрибі.
У жовтні 2011 року він був частиною групи, яка заснувала Рух за єдність і джихад у Західній Африці (MUJWA), разом з малійцями Ахмедом аль-Тілемсі і Султаном Ульд Баді, а також мавританцем Хамадою Ульд Мохамедом Хейру. Перебуваючи у складі MUJWA/MUJAO, він був одним із найвищих лідерів MUJWA, входив до її шури (ради) та спілкувався з міжнародними ЗМІ як речник MUJWA.
У 2013 році він називав себе лідером організації під назвою Рада шури моджахедів в Гао, Малі. У серпні 2013 року MUJAO злилася з групою Аль-Мулатамін під Керівництвом Мухтара Бельмохтара і сформувала угрупування Аль-Мурабітун. Сахраві був важливим лідером в Аль-Мурабітуні, пізніше ставши його головою.
13 травня 2015 року Абу Валід заявив про свою вірність Абу Бакр аль-Багдаді, лідеру Ісламської Держави Іраку та Леванту, і сформував Ісламську державу у Великій Сахарі .
У червні 2017 року ас-Сахраві звинуватив берберські племена Імгад і Ідаксахак, що живуть у Нігері, у підтримці Франції та погрожував їм помстою. У жовтні 2017 року він організував засідку проти солдатів Нігеру та Сполучених Штатів біля села Тонго-Тонго. Тоді загинули 9 солдат союзників, але самі терористи втратили 21 бійця.
4 жовтня 2019 року Сполучені Штати запропонували винагороду в розмірі 5 мільйонів доларів у рамках програми Винагород за справедливість за інформацію про його місцезнаходження.
Аль-Сахраві був убитий французькими військами в Сахелі 17 серпня 2021 року. За словами начальника штабу оборони, після того, як полонені члени ІДВС надали інформацію про ймовірні схованки Ас-Сахраві, вбивство було здійснено за допомогою дрона в лісі Дангалус поблизу села Інделімане на півночі Малі та поблизу кордону з Нігером. Ас-Сахраві їхав на мотоциклі з іншою людиною, коли його вбили. Підрозділ із 20 солдатів спецназу французької армії був відправлений для підтвердження особи загиблих і виявив, що в результаті удару загинули десять членів ІД-ВС. Оголошення було відкладено, поки особа аль-Сахраві була підтверджена. Президент Франції Еммануель Макрон оголосив про смерть 15 вересня. ІДІЛ підтвердила смерть ас-Сахраві у жовтні 2021 року

## Особисте життя
Аль-Сахраві одружився з жінкою з народу фулані, щоб краще інтегруватися з транскордонними громадами.